# Лонський Леонід Людвігович
Леоні́д Лю́двігович Ло́нський (2004—2024) — український військовослужбовець, учасник російсько-української війни.

## Життєпис
Народився 20 вересня 2004 в с. Ягодинка Житомирської області. Навчався в Пулинській загальноосвітній школі. У 2023 році закінчив Житомирський кооперативний коледж бізнесу та права за спеціальністю «Право».
З березня 2023 року проходив військову підготовку в добровольчих військових формуваннях. 25 вересня 2023 підписав контракт із ЗСУ.
Пройшов навчання у туреччина, Львівській та Черкаській областях. Воював у складі 3ОШБр на посаді номера обслуги кулеметного відділення взводу вогневої підтримки.
Похований у селищі Пулини на Житомирщині. Залишилися батьки та молодша сестра.
Нагороджений орденом «За мужність» ІІІ ступеня посмертно